# Сквер имени Ф. М. Решетникова
Сквер им. Ф. М. Решетникова — сквер в г. Перми. До 1928 года назывался Набережный сад. Находится на берегу реки Камы между улицами 25-го октября и Сибирской.

## История
Сад на этом месте под названием Загон впервые упоминается в 1860 году. С южной стороны сад был ограничен улицей Монастырской, а с западной — оврагом речки Медведки. В 1861 году пермская общественность предприняла попытку переименовать Загон в сад Багратиона — в знак признательности к посетившему город с известием об отмене крепостного права генерал-майору Петру Ивановичу Багратиону, племяннику героя Отечественной войны 1812 года П. И. Багратиона. Однако название не прижилось, а со временем к наименованию «Загон» добавилось слово «козий».
Побывавший на Урале в 1875 году В. И. Немирович-Данченко в своих очерках так отзывался о Перми:
Город, в сущности, очень миниатюрен, потому что, куда не зайдёшь, отовсюду виден конец его. Любимое место прогулок носит прозаическое название «Козьего Загона». <…> Вид отсюда дивный!
В 1882 году в саду появился оркестр, приглашенный товариществом драматических артистов Бельского и Гусева. Именно с того времени Козий загон начал пользоваться вниманием горожан.
В 1883 году, когда по настоянию губернатора производилось озеленение городских улиц, в Загоне были посажены тополя.
К 1907 году сад был преображён. Были высажены липы, сделана красивая деревянная ограда, появились две большие клумбы, и Козий загон был переименован в Набережный сад. В 1908 году нём был построен деревянный павильон — летнее здание биржи по проекту пермского архитектора А. Б. Турчевича. Ажурный теремок с красивыми башенками под старорусский стиль попал на фотографии С. М. Прокудина-Горского. В 1925—1929 годах в этом павильоне располагался буфет Церабкоопа.
В 1928 году сад был переименован в сквер им. Ф. М. Решетникова.
В 1930—1940-е годы в саду играл духовой оркестр, и молодежь устраивала танцы. Сад украшал фонтан. В 1960-е годы ажурный павильон был снесён. Позднее был убран и фонтан, а с 1985 года на его месте воздвигнут памятник «Героям гражданской войны» (скульптор Ю. Ф. Екубенко, архитектор М. И. Футлик).
В 2016 году в сквере Решетникова появился арт-объект, посвящённый 130-летию первого городского водопровода, — водоразборная колонка.
- Памятник Героям гражданской войны в сквере
- Вид на Каму из сквера
- Вид на Каму из сквера